# Дориа, Паганино
Паганино Дориа (итал. Paganino Doria) — генуэзский адмирал из семейства Дориа, участник венециано-генуэзской войны (1350—1355). 

## Биография
В 1350 году захватил остров Тенедос, в 1351 году — осадил Халкиду на Эвбее.
В 1352 году командовал генуэзским флотом в битве против венецианского адмирала Никколо Пизани у берегов Константинополя. Победа досталась генуэзцам, но из-за высоких потерь Дориа потерял командование.
В следующем году венецианцы в союзе с каталонцами разгромили генуэзский флот во главе с Антонио Гримальди у берегов Сардинии, Генуя потеряла 2 тыс. и пленила 3,5 тыс. Дориа был отозван ещё в 1354 году: он разорил побережье Адриатики (Пореч) и захватил венецианский флот в битве при Порт-Лонго. Победа положила конец войне.
После 1356 года был сослан дожем Симоном Бокканегра.